# 申胤
申 胤（しん いん、生没年不詳）は、五胡十六国時代前燕の人物。魏郡魏県の出身。父は後趙の司空申鍾。兄に同じく前燕に仕えた申紹がいる。

## 生涯
父の申鍾は後趙・冉魏において高官を歴任していたが、352年に前燕の輔弼将軍慕容評に敗れて捕らえられると、以降は前燕に仕えた。
申胤もまた前燕に仕え、始め給事黄門侍郎に任じられた。
355年5月、前燕皇帝慕容儁へ上言し、前燕における朝廷の儀礼制度や冠冕の様式が未だ定まっていないことから、詳しく制定するよう訴えた。
やがて司徒左長史に移った。
369年7月、東晋の大司馬桓温が前燕征伐の兵を興すと、下邳王慕容厲・楽安王慕容臧らは相次いで迎撃に出るも尽く敗戦を喫し、枋頭まで進出を許してしまった。その為、呉王慕容垂が総大将となって5万の兵でこれを迎え撃つと、申胤は彼の上表により参軍従事に任じられ、黄門侍郎封孚・尚書郎悉羅騰と共に討伐軍に従軍した。
行軍の途上、封孚は申胤へ「温の兵は強く整っており、流れに乗じて直進している。今、大軍は高岸でいたずらに逡巡しており、交戦させようとしていない。克殄の理は見られず、これはどういうことであろうか」と問うた。これに申胤は「温の今の気勢をもって、（今回の征伐を）成し遂げる事が出来るように思われるが、我が見たところ必ずや成し得ないであろう。どうしてか。今、晋室は衰弱し、温がその国を専制している。晋の朝臣は必ずしもみな心を同じくしているわけではない。故に、温がその志を果たす事を衆は望んでおらず、事が敗れるために必ずや背反しようとするであろう。また、温は驕りながらも頼みとするのはその衆であり、彼らが変事に応じる事を恐れている。積極的に攻めることを疎んじている。大衆は深入りしており、隙に乗じるべき時なのに、逆に中流辺りで逍遙（うろうろ）としている。これは出撃せずして利を得んと持久を望み、座して全勝を取らんとしているのだ。もし兵糧が至らなければその勢いは屈し、必ずや戦わずして敗れるであろう。これこそ自然の定めであろう」と答えた。
前燕軍は桓温軍の侵攻を阻むと共に、糧道を断つ事でその鋭気を削ぐと、果たして桓温は9月には軍を総退却させた。
その後、司徒長史に任じられた。
370年6月、前秦君主苻堅は輔国将軍王猛を総大将に任じ、楊安・張蚝・鄧羌ら10将と歩兵騎兵合わせて6万の兵を与え、前燕征伐を敢行した。
8月、黄門侍郎封孚は申胤へ「事はどう進むであろうか」と問うと、申胤は嘆息して「鄴は必ずや亡び、我らは今年にも秦虜（前秦の捕虜）となろう。しかしながら、かつて越は歳（木星）を得て、呉はこれを伐った事でその禍を受けて滅んだのだ。今、その福徳は燕にある。秦は志を果たすといえども、一紀（12年）も過ぎずして燕は復建するであろう」と答えたとという。
その後の事績は明らかになっていない。